# Iván Fundora
Iván Fundora (n. 14 aprilie 1976, La Habana, Havana Province⁠(d), Cuba) este un luptător ce a reprezentat Cuba, medaliat olimpic. A participat la 2 ediții ale Jocurilor Olimpice (2004, 2008) în care a câștigat o medalie de bronz.